# ژرژ مارکاریان
ژرژ مارکاریان بازیکن سابق فوتبال و پزشک ارمنی‌تبار اهل ایران است. وی سابقه بازی در باشگاه فوتبال تاج تهران را دارد. وی سابقه ۴ بازی ملی نیز در کارنامه دارد.
ژرژ مارکاریان همراه تیم ملی به بازی‌های آسیایی ۱۹۵۱ دهلی نو هم رفت. ژرژ مارکاریان ستاره خط دفاع و خط میانی تیم‌های ملی و باشگاه تاج سابق بود که با تیم ملی به رتبه دوم بازی‌های آسیایی رسید.